# Edmund Kalb
Edmund Kalb (* 2. Februar 1900 in Dornbirn; † 20. Oktober 1952 ebenda) war ein Vorarlberger Maler und Zeichner.

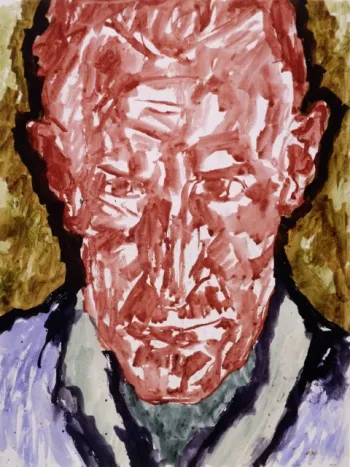
Selbstbildnis (1937)

## Leben
Edmund Kalb wurde als Sohn eines Dekorationsmalers zur Jahrhundertwende in Dornbirn geboren, ging dort zu Schule und lernte Alfons Fritz kennen. Er interessierte sich früh für Malerei, besuchte die Kunstakademie in München, unternahm mehrere Studienreisen und lebte schließlich ein zurückgezogenes Leben in Dornbirn. Dennoch kam Kalb immer wieder in Konflikt mit der ihm verhassten Obrigkeit, was zu Verhaftungen und Gefängnisaufenthalten führte. Kalb wurde 1943 wegen Gehorsamsverweigerung und 1947 wegen Beamtenbeleidigung und Widerstand gegen die Staatsgewalt verurteilt. Er isolierte sich zunehmend von der Gesellschaft und führte ein Außenseiterleben.
Kalb lernte und schrieb in Esperanto, befasste sich intensiv mit Autosuggestion, Astronomie und mathematischen Denkmodellen und führte einen asketischen Lebensstil. Er beschränkte sich auf wenige Speisen, war einer speziellen Diätetik verpflichtet und versuchte sich in Pflanzenzucht und Reisanbau.
Kalb starb 52-jährig in Dornbirn.

## Werk
Kalbs Domäne war die Porträtkunst, hauptsächlich in der Zeichentechnik. Kalb versuchte den Charakter der porträtierten Personen zeichnerisch zu ergründen und festzuhalten. Zu seinen Modellen gehörte unter anderem seine Mutter; eine dieser Zeichnungen betitelte er auf der Rückseite mit „Proletariat und Persönlichkeit als Ausblick, Tragik und Dämonie und Möglichkeitswert zur Persönlichkeit schöpferischer Konzentrationskräfte/Dämonisch realistische Auseinandersetzung ins Gigantische magisch physikalischer Raumgestaltungsmöglichkeiten am Bildnis meiner Mutter“.
Als Konsequenz zunehmender Verinnerlichung und Isolation beschäftigte sich Kalb in späteren Jahren immer mehr bis praktisch ausschließlich mit sich selbst und schuf eine beeindruckende Serie von über 600 Selbstporträts, die sich bei oberflächlicher Betrachtung oft kaum voneinander unterscheiden und doch immer neue Aspekte einer unergründlichen verinnerlichten Persönlichkeit in einer Zeit massivster äußerer Umbrüche zwischen Monarchie, Diktatur, Republik und zwei Weltkriegen freigeben.

## Würdigung
Das Werk Kalbs befindet sich im Besitz von Familie, Sammlern, Museen und öffentlichen Institutionen. 1994 wurden in einer großangelegten Aktion des Kunsthauses Bregenz und der Stadt Dornbirn Bemühungen zu einer möglichst umfassenden Dokumentation des Lebenswerkes Kalbs unternommen. Dabei wurden auch über die Medien private Sammler aufgerufen, sich zu melden und die Werke katalogisieren zu lassen. So entstand ein 500 Seiten starker Katalog mit vorläufigem Werkverzeichnis, der einen anschaulichen, wenn auch nicht vollständigen, Überblick über Kalbs Lebenswerk bietet.
2002 nahm ein filmdokumentarisches Porträt Kalbs an der Viennale teil: „Erwachen aus dem Schicksal - Hommage an Edmund Kalb (1900-1952)“ ist ein 84-minütiger Dokumentarfilm von Stephan Settele, Kamera Peter Zach, das der Regisseur selbst als „Versuch, das Porträt eines lebenslangen Individualisten zu zeichnen und seiner außergewöhnlichen Persönlichkeit und ihrem Werk wenigstens postum Gerechtigkeit widerfahren zu lassen“ bezeichnet.